# Buizenpost

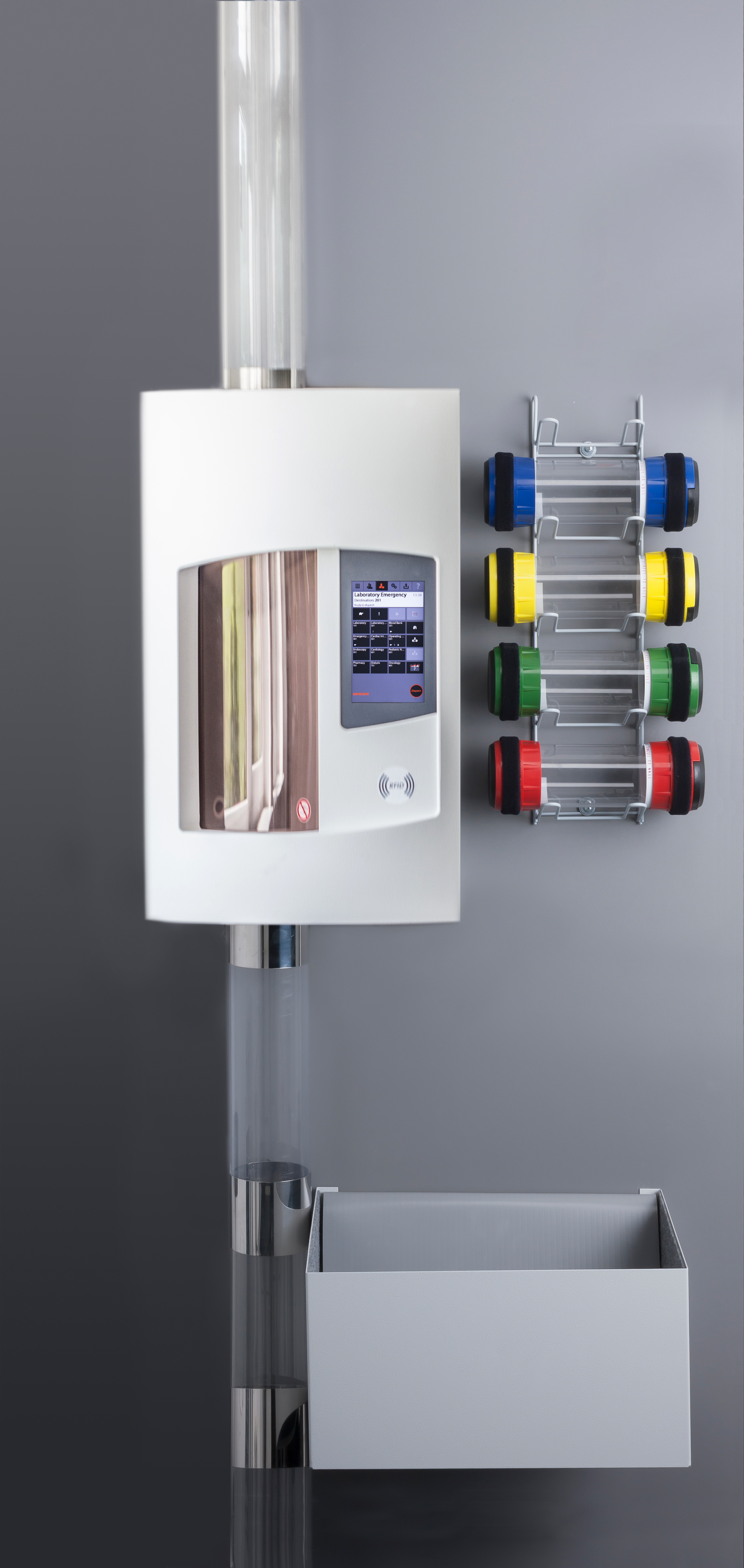
Buizenpoststation

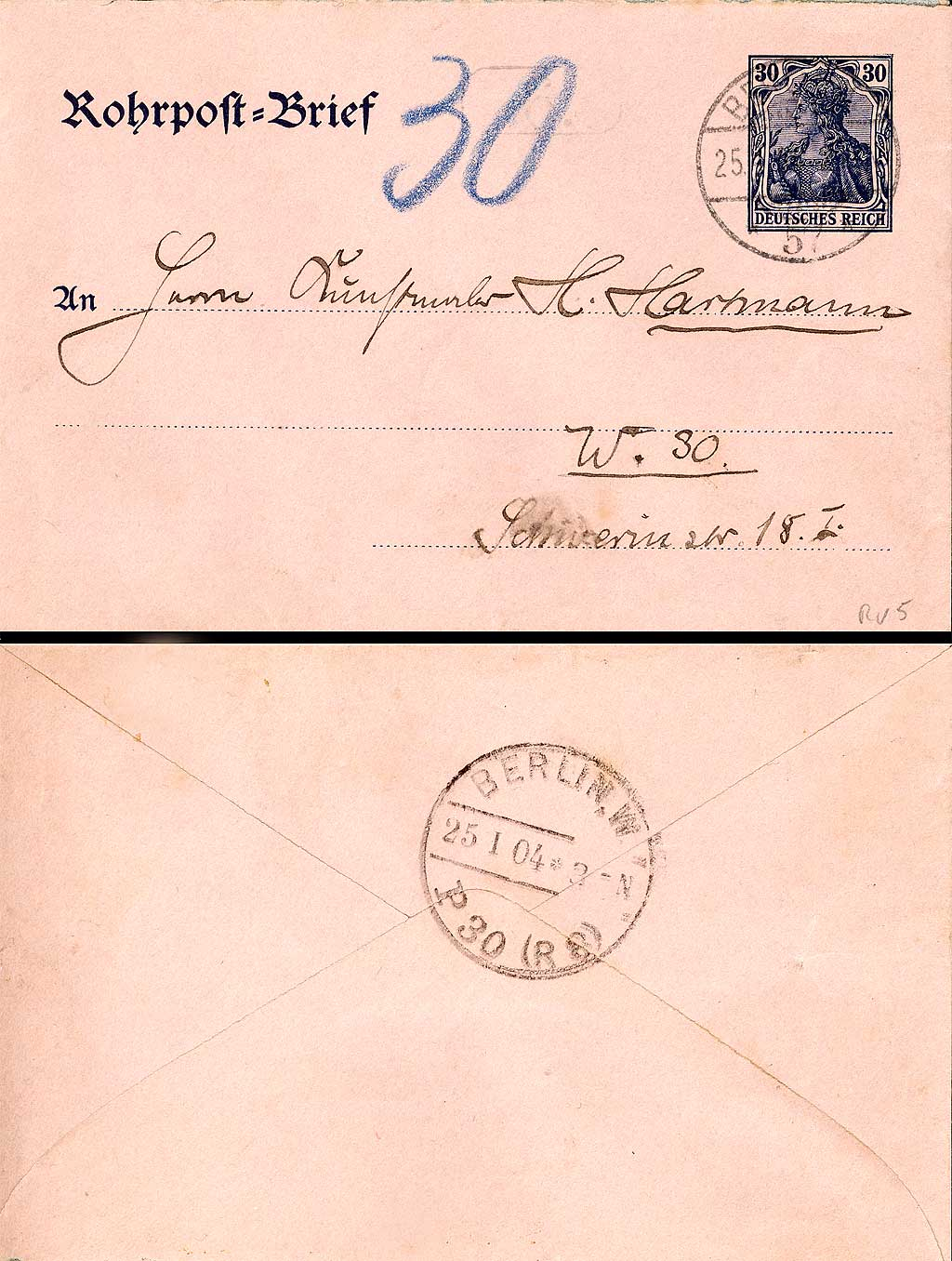
Buizenpostbrief Berlijn, 1902

Buizenpost (of buispost) is een transportsysteem waarbij goederen in capsules door middel van overdruk of vacuüm door buizen getransporteerd worden.

## Geschiedenis
Het pneumatisch principe van onderdruk en overdruk door middel van een plunjer en een cilinder was in de eerste eeuw na Christus al bekend bij Heron van Alexandrië. Er werd toen nog niet gedacht aan een toepassing voor het verzenden van brieven en goederen.
In de 19e en 20e eeuw werd buizenpost in veel wereldsteden gebruikt voor de verzending van de reguliere post:
- 1853: Verbinding tussen de London Stock Exchange en het telegrafiestation (200 meter)
- 1865: in Berlijn (tot 1976, totale lengte: 400 kilometer)
- 1866: in Parijs (tot 1984, totale lengte: 467 kilometer vanaf 1934)
- 1875: in Wenen (tot 1956) totale lengte: ?
- 1887: in Praag (tot 2002, door een overstroming verwoest)

Rotterdam zou volgens een referentielijst van Mix & Genest (Berlijn) een stadsbuispostinstallatie hebben gehad met twee stations en 1.440 meter transportbuis.

## Gebruik
Buizenpost wordt gebruikt bij:
- kantoren
- banken (geldtransport)
- ziekenhuizen (medicijnen, monsters, etc...)
- winkels (geldafvoer, ook wel geldafroomsystemen genoemd)
- industrie (transport van kleine onderdelen of productmonsters)

Naast deze toepassingen zijn er nog enkele unieke toepassingen van buizenpost in combinatie met een camerasysteem. Een van deze toepassingen is in gebruik in het Science Center Delft van de Technische Universiteit Delft.

## Onderdelen
- Station: plaats waar een patroon kan worden ingevoerd of ontvangen.
- Wissel: plaats waar 1 buis zich vertakt in 2 of meerdere buizen. Vroeger veelal handmatig, tegenwoordig volledig elektronisch gestuurd.
- Centrale: plaats waar handmatig of automatisch binnenkomende patronen via een andere buis naar de bestemming worden gestuurd (overgavesysteem).
- Patroon: een meestal ronde, langwerpige koker of capsule waarin de te verzenden materialen moeten worden verpakt.

## Trivia
In 2012 werd door de Canadees-Amerikaanse ondernemer Elon Musk een idee gepresenteerd om naast goederen ook mensen op een enigszins vergelijkbare manier te transporteren, de hyperloop. Dit is een vacuümtrein die op een vergelijkbare manier zou kunnen werken als buizenpost. Hiervoor worden inmiddels op vele plekken tests gedaan, o.a. door de TU Delft. Op deze manier zouden mensen dan bijvoorbeeld pijlsnel van Amsterdam naar Parijs kunnen reizen.